# Dipoides
Dipoides és un gènere extint de mamífers rosegadors de la família dels castòrids que visqueren a Àsia, Europa i Nord-amèrica des del Miocè superior fins al Plistocè superior, fa entre 300.000 anys i 10,3 milions d'anys. Se n'han trobat restes fòssils a Bulgària, Espanya (incloent-hi la Venta del Moro, a la Plana d'Utiel-Requena), els Estats Units i la Xina. Igual que els seus parents propers d'avui en dia, els castors, es feien caus amb la fusta dels arbres que talaven. Eren un xic més petits que els castors. El nom genèric Dipoides significa ‘semblant a Dipus’.